# Festival de la Canción de Eurovisión 1995
El XL Festival de la Canción de Eurovisión tuvo lugar el 13 de mayo de 1995 en el Point Theatre de Dublín, Irlanda, con Mary Kennedy de presentadora. 
Secret Garden fue la banda vencedora con el tema new-age "Nocturne". El tema representante de Noruega, que era en su mayor parte instrumental y constaba de tan solo 24 palabras, consiguió 148 votos, a tan solo 29 puntos de diferencia de la segunda clasificada, España, que consiguió 119. Esta fue, hasta la edición de 2022, la última ocasión en la que España quedó en el "Top-5". Suecia, que comenzó liderando la votación en un mano a mano con Noruega, acabaría ocupando la tercera plaza al ser adelantada por Anabel Conde. El cuarto puesto fue para Francia y el quinto para Dinamarca.
Con motivo del 40.º aniversario del festival, al comienzo de la retransmisión se emitió un vídeo especial con imágenes de toda su historia. Tras este vídeo, la presentadora Mary Kennedy hizo entrada bajando una gran escalinata que se iluminaba a su paso, y una vez había bajado, la escalinata ascendió en el aire con un efecto pirotécnico, descubriéndose un escenario en el que el fondo era una continuación en vertical de la plataforma principal. La escenografía fue obra de Alan Farquharson, quien también había diseñado el escenario de 1993.

## Países participantes
Un total de 23 países tomaron parte de esta edición. Respecto a la edición anterior se relegaron un total de 7 participantes: Estonia, Eslovaquia, Finlandia, Lituania, Países Bajos, Rumania y Suiza. Con esto pudieron retornar 5 países: Bélgica, Dinamarca, Eslovenia, Israel y Turquía. Italia y Luxemburgo, que habían sido eliminados en 1994, declinaron participar; pese a ello, ni a Suiza ni a Eslovaquia, 19º y 20º clasificado en 1994, respectivamente, se les permitió participar.

### Canciones y selección
| País y TV                   | Título original de la canción                | Artista                | Proceso y fecha de selección                               |
| País y TV                   | Traducción al español                        | Idiomas                | Proceso y fecha de selección                               |
| --------------------------- | -------------------------------------------- | ---------------------- | ---------------------------------------------------------- |
| Alemania ARD                | Verliebt In Dich                             | Stone & Stone          | Elección Interna                                           |
| Alemania ARD                | Enamorada de ti                              | Alemán                 | Elección Interna                                           |
| Austria ORF                 | Die Welt dreht sich verkehrt                 | Stella Jones           | Elección Interna                                           |
| Austria ORF                 | El mundo gira al revés                       | Alemán                 | Elección Interna                                           |
| Bélgica RTBF                | La Voix Est Libre                            | Frédéric Etherlinck    | Final Nacional, 06-03-1995                                 |
| Bélgica RTBF                | La voz es libre                              | Francés                | Final Nacional, 06-03-1995                                 |
| Bosnia y Herzegovina RTVBIH | Dvadeset Prvi Vijek                          | Davor Popović          | Eurosong BiH, 08-03-1995                                   |
| Bosnia y Herzegovina RTVBIH | El siglo XXI                                 | Bosnio                 | Eurosong BiH, 08-03-1995                                   |
| Chipre CyBC                 | Sti Fotia                                    | Alex Panayi            | Final Nacional, 14-03-1995                                 |
| Chipre CyBC                 | En el fuego                                  | Griego                 | Final Nacional, 14-03-1995                                 |
| Croacia HRT                 | Nostalgija                                   | Magazin & Lidija       | Dora 1995, 12-03-1995                                      |
| Croacia HRT                 | La nostalgia                                 | Croata                 | Dora 1995, 12-03-1995                                      |
| Dinamarca DR                | Fra Mols Til Skagen                          | Aud Wilken             | Dansk Melodi Grand-Prix 1995, 25-03-1995                   |
| Dinamarca DR                | Desde Mols hasta Skagen                      | Danés                  | Dansk Melodi Grand-Prix 1995, 25-03-1995                   |
| Eslovenia RTVSLO            | Prisluhni Mi                                 | Darja Švajger          | EMA 1995, 27-02-1995                                       |
| Eslovenia RTVSLO            | Escúchame                                    | Esloveno               | EMA 1995, 27-02-1995                                       |
| España TVE                  | Vuelve conmigo                               | Anabel Conde           | Elección Interna                                           |
| España TVE                  | -                                            | Español                | Elección Interna                                           |
| Francia FT2                 | Il Me Donne Rendez-Vous                      | Nathalie Santamaria    | Elección Interna                                           |
| Francia FT2                 | Él queda conmigo                             | Francés                | Elección Interna                                           |
| Grecia ERT                  | Pia Prosefhi                                 | Elina Konstantopoulou  | Elección Interna                                           |
| Grecia ERT                  | ¿Qué oración?                                | Griego, Griego antiguo | Elección Interna                                           |
| Hungría MTV                 | Új Név a Régi Ház Falán                      | Csaba Szigeti          | Elección Interna                                           |
| Hungría MTV                 | Un nuevo nombre en el muro de una casa vieja | Húngaro                | Elección Interna                                           |
| Irlanda RTÉ                 | Dreamin'                                     | Eddie Friel            | Eurosong 1995, 12-03-1995                                  |
| Irlanda RTÉ                 | Soñando                                      | Inglés                 | Eurosong 1995, 12-03-1995                                  |
| Islandia RÚV                | Núna                                         | Bo Halldórsson         | Elección Interna                                           |
| Islandia RÚV                | Ahora                                        | Islandés               | Elección Interna                                           |
| Israel IBA                  | Amen                                         | Liora                  | Kdam Eurovision 1995, 09-03-1995                           |
| Israel IBA                  | Amén                                         | Hebreo                 | Kdam Eurovision 1995, 09-03-1995                           |
| Malta PBM                   | Keep Me In Mind                              | Mike Spiteri           | Festival Tal-Kanzunetta Maltija 1995, 05-02-1995           |
| Malta PBM                   | Recuérdame                                   | Inglés                 | Festival Tal-Kanzunetta Maltija 1995, 05-02-1995           |
| Noruega NRK                 | Nocturne                                     | Secret Garden          | Melodi Grand Prix 1995, 05-02-1995                         |
| Noruega NRK                 | Nocturno                                     | Noruego                | Melodi Grand Prix 1995, 05-02-1995                         |
| Polonia TVP                 | Sama                                         | Justyna                | Elección Interna                                           |
| Polonia TVP                 | Sola                                         | Polaco                 | Elección Interna                                           |
| Portugal RTP                | Baunilha e Chocolate                         | Tó Cruz                | Festival da Canção 1995, 07-03-1995                        |
| Portugal RTP                | Vainilla y chocolate                         | Portugués              | Festival da Canção 1995, 07-03-1995                        |
| Reino Unido BBC             | Love City Groove                             | Love City Groove       | A Song for Europe, 07-03-1995                              |
| Reino Unido BBC             | El ritmo de la ciudad del amor               | Inglés                 | A Song for Europe, 07-03-1995                              |
| Rusia ORT                   | Kolybelnaya Dlya Vulkana                     | Philipp Kirkorov       | Elección Interna                                           |
| Rusia ORT                   | Canción de cuna para un volcán               | Ruso                   | Elección Interna                                           |
| Suecia SVT                  | Se På Mej                                    | Jan Johansen           | Melodifestivalen 1995, 24-02-1995                          |
| Suecia SVT                  | Mírame                                       | Sueco                  | Melodifestivalen 1995, 24-02-1995                          |
| Turquía TRT                 | Sev!                                         | Arzu Ece               | Eurovision Şarkı Yarışması Türkiye Finali 1995, 18-03-1995 |
| Turquía TRT                 | ¡Ama!                                        | Turco                  | Eurovision Şarkı Yarışması Türkiye Finali 1995, 18-03-1995 |

## Resultados
Aunque Noruega empezaba primera, pronto perdía su posición por Suecia, con la que estableció un codo a codo por la primera posición, aunque los suecos siempre fueron con un paso por delante hasta la décima votación en la que Noruega volvía a ser primera, Suecia fue deshinchándose y a perder posiciones muy rápidamente en favor de España, que discretamente alcanzó la segunda posición, pero no pudo alcanzar a los noruegos. Finalmente Noruega se hizo con su segundo triunfo.
| #  | País                 | Intérprete(s)         | Canción                        | Lugar | Puntos |
| -- | -------------------- | --------------------- | ------------------------------ | ----- | ------ |
| 01 | Polonia              | Justyna               | «Sama»                         | 18    | 15     |
| 02 | Irlanda              | Eddie Friel           | «Dreamin»                      | 14    | 44     |
| 03 | Alemania             | Stone & Stone         | «Verliebt in Dich»             | 23    | 1      |
| 04 | Bosnia y Herzegovina | Davor Popović         | «Dvadeset prvi vijek»          | 19    | 14     |
| 05 | Noruega              | Secret Garden         | «Nocturne»                     | 1     | 148    |
| 06 | Rusia                | Philipp Kirkorov      | «Kolybelnaya dlya vulkana»     | 17    | 17     |
| 07 | Islandia             | Bo Halldórsson        | «Núna»                         | 15    | 31     |
| 08 | Austria              | Stella Jones          | «Die Welt dreht sich verkehrt» | 13    | 67     |
| 09 | España               | Anabel Conde          | «Vuelve Conmigo»               | 2     | 119    |
| 10 | Turquía              | Arzu Ece              | «Sev!»                         | 16    | 21     |
| 11 | Croacia              | Magazin & Lidija      | «Nostalgija»                   | 6     | 91     |
| 12 | Francia              | Nathalie Santamaria   | «Il me donne rendez-vous»      | 4     | 94     |
| 13 | Hungría              | Csaba Szigeti         | «Új név a régi ház falán»      | 22    | 3      |
| 14 | Bélgica              | Frédéric Etherlinck   | «La voix est libre»            | 20    | 8      |
| 15 | Reino Unido          | Love City Groove      | «Love City Groove»             | 11    | 76     |
| 16 | Portugal             | Tó Cruz               | «Baunilha e chocolate»         | 21    | 5      |
| 17 | Chipre               | Alex Panayi           | «Sti fotia»                    | 9     | 79     |
| 18 | Suecia               | Jan Johansen          | «Se på mej»                    | 3     | 100    |
| 19 | Dinamarca            | Aud Wilken            | «Fra Mols til Skagen»          | 5     | 92     |
| 20 | Eslovenia            | Darja Švajger         | «Prisluhni mi»                 | 7     | 84     |
| 21 | Israel               | Liora                 | «Amen»                         | 8     | 81     |
| 22 | Malta                | Mike Spiteri          | «Keep Me in Mind»              | 10    | 76     |
| 23 | Grecia               | Elina Konstantopoulou | «Pia prosefhi»                 | 12    | 68     |

## Votación

### Sistema de votación
Cada jurado nacional, de 16 miembros, otorgaba de 12, 10, 8, 7, 6, 5, 4, 3, 2 a 1 puntos a sus diez canciones favoritas.

### Tabla de votaciones
| ......Participante..... | Pts. | Bandera de Polonia | Bandera de Irlanda | Bandera de Alemania | Bandera de Bosnia y Herzegovina | Bandera de Noruega | Bandera de Rusia | Bandera de Islandia | Bandera de Austria | Bandera de España | Bandera de Turquía | Bandera de Croacia | Bandera de Francia | Bandera de Hungría | Bandera de Bélgica | Bandera del Reino Unido | Bandera de Portugal | Bandera de Chipre | Bandera de Suecia | Bandera de Dinamarca | Bandera de Eslovenia | Bandera de Israel | Bandera de Malta | Bandera de Grecia |
| ----------------------- | ---- | ------------------ | ------------------ | ------------------- | ------------------------------- | ------------------ | ---------------- | ------------------- | ------------------ | ----------------- | ------------------ | ------------------ | ------------------ | ------------------ | ------------------ | ----------------------- | ------------------- | ----------------- | ----------------- | -------------------- | -------------------- | ----------------- | ---------------- | ----------------- |
| Polonia                 | 15   |                    | 0                  | 0                   | 0                               | 4                  | 0                | 6                   | 0                  | 0                 | 0                  | 0                  | 0                  | 1                  | 0                  | 0                       | 1                   | 0                 | 0                 | 0                    | 0                    | 0                 | 0                | 3                 |
| Irlanda                 | 44   | 0                  |                    | 1                   | 5                               | 1                  | 5                | 3                   | 0                  | 3                 | 5                  | 0                  | 1                  | 0                  | 0                  | 0                       | 0                   | 0                 | 10                | 1                    | 5                    | 0                 | 0                | 4                 |
| Alemania                | 1    | 0                  | 0                  |                     | 0                               | 0                  | 0                | 0                   | 0                  | 0                 | 0                  | 0                  | 0                  | 0                  | 0                  | 0                       | 0                   | 0                 | 0                 | 0                    | 0                    | 0                 | 1                | 0                 |
| Bosnia y Herzegovina    | 14   | 0                  | 0                  | 0                   |                                 | 0                  | 0                | 0                   | 0                  | 0                 | 3                  | 8                  | 0                  | 0                  | 0                  | 0                       | 0                   | 0                 | 0                 | 3                    | 0                    | 0                 | 0                | 0                 |
| Noruega                 | 148  | 12                 | 10                 | 4                   | 1                               |                    | 12               | 12                  | 0                  | 4                 | 12                 | 0                  | 10                 | 6                  | 5                  | 4                       | 12                  | 7                 | 0                 | 2                    | 7                    | 10                | 6                | 12                |
| Rusia                   | 17   | 0                  | 0                  | 0                   | 0                               | 10                 |                  | 0                   | 0                  | 0                 | 0                  | 6                  | 0                  | 0                  | 0                  | 0                       | 0                   | 1                 | 0                 | 0                    | 0                    | 0                 | 0                | 0                 |
| Islandia                | 31   | 0                  | 6                  | 0                   | 0                               | 2                  | 3                |                     | 4                  | 0                 | 0                  | 0                  | 2                  | 0                  | 0                  | 0                       | 0                   | 0                 | 6                 | 8                    | 0                    | 0                 | 0                | 0                 |
| Austria                 | 67   | 2                  | 0                  | 0                   | 0                               | 3                  | 0                | 0                   |                    | 6                 | 4                  | 0                  | 8                  | 4                  | 10                 | 5                       | 2                   | 0                 | 4                 | 10                   | 0                    | 2                 | 0                | 7                 |
| España                  | 119  | 8                  | 2                  | 6                   | 8                               | 0                  | 0                | 5                   | 0                  |                   | 8                  | 10                 | 7                  | 2                  | 12                 | 8                       | 7                   | 10                | 0                 | 0                    | 0                    | 12                | 8                | 6                 |
| Turquía                 | 21   | 0                  | 0                  | 0                   | 0                               | 0                  | 0                | 0                   | 0                  | 2                 |                    | 5                  | 0                  | 0                  | 1                  | 2                       | 0                   | 0                 | 0                 | 0                    | 3                    | 1                 | 7                | 0                 |
| Croacia                 | 91   | 0                  | 3                  | 0                   | 10                              | 7                  | 0                | 10                  | 0                  | 12                | 7                  |                    | 0                  | 0                  | 0                  | 0                       | 4                   | 5                 | 0                 | 0                    | 12                   | 4                 | 12               | 5                 |
| Francia                 | 94   | 7                  | 5                  | 8                   | 0                               | 6                  | 0                | 8                   | 10                 | 0                 | 2                  | 3                  |                    | 10                 | 6                  | 1                       | 0                   | 2                 | 3                 | 6                    | 8                    | 7                 | 0                | 2                 |
| Hungría                 | 3    | 0                  | 0                  | 0                   | 0                               | 0                  | 2                | 0                   | 0                  | 1                 | 0                  | 0                  | 0                  |                    | 0                  | 0                       | 0                   | 0                 | 0                 | 0                    | 0                    | 0                 | 0                | 0                 |
| Bélgica                 | 8    | 0                  | 0                  | 0                   | 0                               | 0                  | 0                | 0                   | 1                  | 7                 | 0                  | 0                  | 0                  | 0                  |                    | 0                       | 0                   | 0                 | 0                 | 0                    | 0                    | 0                 | 0                | 0                 |
| Reino Unido             | 76   | 5                  | 1                  | 0                   | 4                               | 0                  | 1                | 0                   | 12                 | 0                 | 0                  | 0                  | 12                 | 7                  | 7                  |                         | 10                  | 0                 | 5                 | 7                    | 0                    | 5                 | 0                | 0                 |
| Portugal                | 5    | 0                  | 0                  | 0                   | 0                               | 0                  | 0                | 0                   | 0                  | 0                 | 0                  | 0                  | 4                  | 0                  | 0                  | 0                       |                     | 0                 | 0                 | 0                    | 0                    | 0                 | 0                | 1                 |
| Chipre                  | 79   | 1                  | 0                  | 3                   | 0                               | 5                  | 4                | 2                   | 0                  | 5                 | 0                  | 1                  | 0                  | 12                 | 8                  | 3                       | 0                   |                   | 8                 | 5                    | 4                    | 6                 | 4                | 8                 |
| Suecia                  | 100  | 10                 | 12                 | 12                  | 2                               | 8                  | 6                | 4                   | 8                  | 0                 | 1                  | 0                  | 3                  | 0                  | 0                  | 6                       | 8                   | 4                 |                   | 12                   | 1                    | 0                 | 3                | 0                 |
| Dinamarca               | 92   | 3                  | 7                  | 7                   | 3                               | 12                 | 10               | 7                   | 7                  | 0                 | 6                  | 0                  | 0                  | 3                  | 3                  | 0                       | 6                   | 0                 | 12                |                      | 6                    | 0                 | 0                | 0                 |
| Eslovenia               | 84   | 4                  | 8                  | 5                   | 6                               | 0                  | 7                | 1                   | 3                  | 0                 | 0                  | 2                  | 0                  | 8                  | 0                  | 10                      | 5                   | 3                 | 7                 | 0                    |                      | 3                 | 2                | 10                |
| Israel                  | 81   | 0                  | 0                  | 10                  | 7                               | 0                  | 8                | 0                   | 6                  | 0                 | 0                  | 4                  | 0                  | 5                  | 4                  | 12                      | 0                   | 8                 | 2                 | 0                    | 10                   |                   | 5                | 0                 |
| Malta                   | 76   | 0                  | 4                  | 2                   | 12                              | 0                  | 0                | 0                   | 2                  | 10                | 10                 | 12                 | 6                  | 0                  | 0                  | 7                       | 0                   | 6                 | 1                 | 4                    | 0                    | 0                 |                  | 0                 |
| Grecia                  | 68   | 6                  | 0                  | 0                   | 0                               | 0                  | 0                | 0                   | 5                  | 8                 | 0                  | 7                  | 5                  | 0                  | 2                  | 0                       | 3                   | 12                | 0                 | 0                    | 2                    | 8                 | 10               |                   |

### Máximas puntuaciones
Tras la votación los países que recibieron 12 puntos (máxima puntuación que podía otorgar el jurado) fueron:
| N. | A           | De                                                  |
| -- | ----------- | --------------------------------------------------- |
| 6  | Noruega     | Polonia, Rusia, Islandia, Turquía, Portugal, Grecia |
| 3  | Croacia     | España, Eslovenia, Malta                            |
| 3  | Suecia      | Irlanda, Alemania, Dinamarca                        |
| 2  | Dinamarca   | Noruega, Suecia                                     |
| 2  | España      | Bélgica, Israel                                     |
| 2  | Malta       | Bosnia y Herzegovina, Croacia                       |
| 2  | Reino Unido | Austria, Francia                                    |
| 1  | Chipre      | Hungría                                             |
| 1  | Grecia      | Chipre                                              |
| 1  | Israel      | Reino Unido                                         |